# Montallegro
Montallegro é uma comuna italiana da região da Sicília, província de Agrigento, com cerca de 2.727 habitantes. Estende-se por uma área de 27 km², tendo uma densidade populacional de 101 hab/km². Faz fronteira com Agrigento, Cattolica Eraclea, Siculiana.

## Demografia
| Variação demográfica do município entre 1861 e 2011                               |
|                                                                                   |
| Fonte: Istituto Nazionale di Statistica (ISTAT) - Elaboração gráfica da Wikipedia |